# سمیع‌آباد
سمیع‌آباد شهری از توابع بخش پائین جام شهرستان تربت جام در استان خراسان رضوی ایران است.

## جمعیت
جمعیت آن براساس سرشماری مرکز آمار ایران در سال ۱۳۹۵ برابر ۳۲۰۰ نفر (۹۱۲خانوار) بوده‌است.